# Cathédrale de Qasr Ibrim
La cathédrale de Qasr Ibrim, également connue sous le nom de cathédrale Sainte-Marie, a été construite au VIIe siècle. La ville, en ruine, située près de la frontière sud de l'Égypte, a été en grande partie submergée par le lac Nasser, seule une ile émerge encore. Elle est occupée par les vestiges de la cathédrale, construite sur la partie la plus élevée de l'ancien promontoire de Qasr Ibrim.

## Fouilles archéologiques
Le bâtiment a été décrit au début du XXe siècle par Ugo Monneret de Villard (La Nubia medievale) et par Geoffrey S. Mileham (Churches in lower Nubia). A la fin des années 1950, la Société d'exploration de l'Égypte lance une grande campagne de fouilles sur le site dans le cadre du programme de l'Unesco. L'équipe dirigée par J. Martin Plumley et Herbert Thomson dresse les plans du site puis concentre ses efforts sur la cathédrale alors transformée en mosquée.
Durant les fouilles un nombre important de manuscrits en grec et nubien ancien furent découverts sur le sol de la cathédrale, ils venaient probablement de sa bibliothèque.
Les archéologues découvrirent également deux stèles en écriture méroitique, l'une sur le sol de la cathédrale, l'autre encastrée dans un mur derrière l'abside centrale. En descellant cette dernière stèle, les archéologues révélèrent une sculpture représentant un paon surmonté d'une croix.

## Architecture
La cathédrale est une basilique à une nef longée par un double bas-côtés au nord et au sud. La nef centrale est limitée par une rangée de six colonnes de granite au nord et au sud, les colonnes sont cylindriques et surmontées de chapiteaux. La nef centrale est légèrement plus large que chacun des bas-côtés. Ces derniers sont séparés par des arcatures supportées par des piliers rectangulaires faits de blocs de grès. Au sol, le pavement est en grès. 

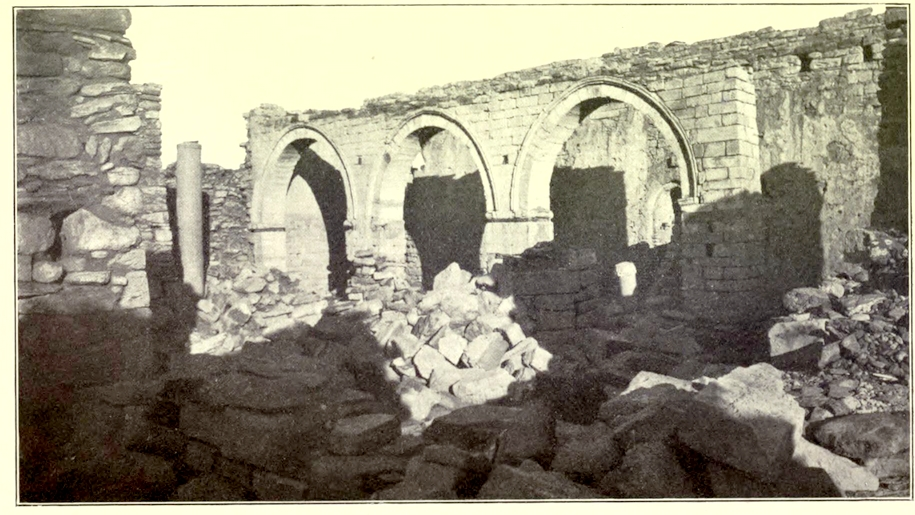
En 1908 (photo Mileham)
Cathédrale durant les fouilles (Unesco - 1964)
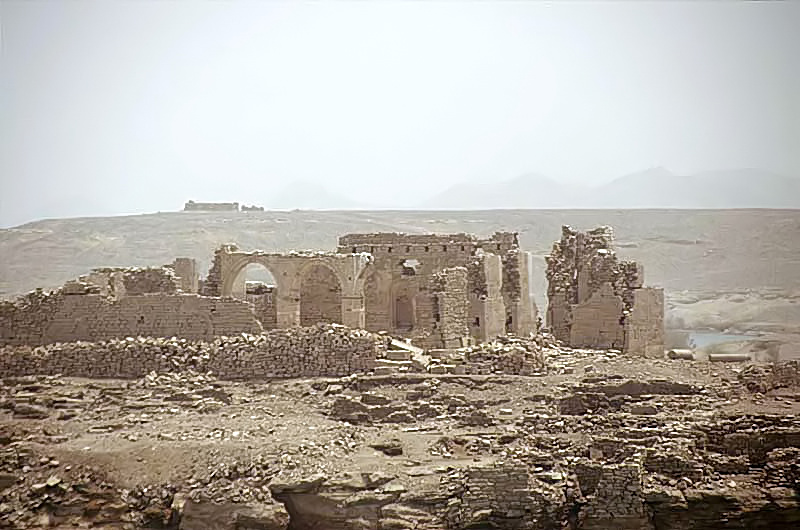
État actuel (1998)

La nef se termine, à l'est, par le chœur ou sanctuaire (Haikal dans les églises coptes) de même largeur que les absides latérales. 
Derrière les absides se trouvent les deux sacristies (prothesis au nord et diakonikon au sud)  chacune soutenue par une colonne. Sous ces pièces, deux cryptes dont l'une contenait la sépulture d'un évêque nommé Timotheos consacré en 1372 (des rouleaux de parchemins trouvés dans sa tombe en attestent). Dans chacune de ces cryptes, furent également découvertes six tombes creusées dans la roche. 
Au niveau de la façade ouest, trois portes ouvrent sur un vestibule (le narthex) orienté nord-sud. Contrairement aux églises nubiennes plus tardives, l'entrée de la cathédrale n'est pas flanquée de deux pièces d'angle. Une seule pièce au sud contenait un escalier.
Les dimensions extérieures sont d'environ 32 × 19 mètres, la plus grande église de basse Nubie selon William Y. Adams.  La partie inférieure des murs extérieurs se compose de matériaux réemployés d'un ancien temple probablement antérieur à la fin du IIIe siècle. Les plus gros blocs de grès à la base appartenaient à une construction plus ancienne, connue sous le nom de "Vieille église". Les briques sont soigneusement travaillées, donnant un aspect uniforme à la maçonnerie. Sur les façades extérieures, des poutres en bois disposées horizontalement décorent les pourtours inférieurs et supérieurs des ouvertures. L'utilisation du bois n'était pas courante dans les bâtiments nubiens généralement construits en adobe, cette présence dénote une influence égyptienne, les incrustations de bois étaient en effet fréquentes dans les églises paléochrétiennes d’Égypte.

## Histoire
La cathédrale a été datée du milieu du VIIe siècle. Une partie de l'arcature intérieure sud a été reconstruite mais bien moins soigneusement que le reste de la cathédrale et avec une distance différente entre les piliers, probablement une rénovation ultérieure à l'époque islamique. L'église a été endommagée en 1173 par les Ayyoubides (attaque de shams ed Doulah) mais ce ne semble pas être la raison de sa destruction qui serait plutôt due à un tremblement de terre. Les habitants ont continué à utiliser l'église partiellement reconstruite. 
Après la conquête de la ville par les troupes bosniaques de l'Empire ottoman en 1528, l'église a été transformée en mosquée jusqu'à ce qu'elle soit finalement abandonnée en 1812.